# 한국 수어
한국 수어(韓國手語, 영어: Korean Sign Language)는 수화의 종류 중 하나다. 주로 한국의 청각 장애인과 언어장애인이 사용한다. 한국어와 함께 대한민국의 공용어로 지정되어 있으며, 단어로 표현을 못하는 것은 한글 지문자로 나타낸다. 2021년에는 매년 2월 3일을 한국수어의 날로 지정되었다.

## 역사

### 조선시대
한국에서 수어가 언제부터 사용되기 시작했는지는 제대로 알려지지 않았다. 하지만 이옥(한국 한자: 李鈺, 1760~1815)의 한문 소설인 《신아전》(한국 한자: 申啞傳)에 나오는 등장인물인 대장장이 신탄재가 농인이여서 손짓과 몸짓을 사용해 고을의 아전과 소통했다는 내용이 등장한다.

### 20세기 초중반
한국에서 처음으로 농교육을 도입한 인물은 미국의 의료성교사 로제타 셔우드 홀(R.S Hall)이다. 1909년, 홀 여사는 평양맹아학교를 통해 농교육을 실시했다. 이에 농인 아이들이 수어를 배우기 위해 학교에 모여 생활하고, 서로 의사소통을 한국 수어를 통해 했다고 전해진다. 1913년, 일제강점기 당시에는 조선총독부가 설립한 제생원(현재 서울농학교)에서 일본 수어를 사용하고 가르치게 된다. 1935년에는 목사인 이창호가 평양에 개교한 평양광명맹아학원에서 학생들에게 한국 수어를 가르쳤다.
1946년에는 한글 지문자가 창안되었고 1963년 현재 서울농학교인 서울농아학교에서 한국 수어를 체계화하여 정리한 최초의 한국 수화 교본인 《수화》가 제작되었다. 《수화》는 서울농아학교의 교장과 교사들이 직접 제작하였고 인위적으로 형성된 수어가 아닌 당시 청각장애인들이 자주 사용하던 관용적 수어가 잘 정리되어 수록되어 있다. 또한 이것을 한글로 설명하여 비청각장애인들을 비롯한 여러 사람들이 쉽게 한국 수어를 배울 수 있도록 했다. 이후 《수화》 교제는 그 역사적 가치를 인정받아 2021년 4월 5일에 대한민국의 국가등록문화유산으로 등재되었다. 하지만 1962년, 한국특수교육총연합회가 농학교에서 수화법 대신 구화법 교육 방법을 지향하게 되면서 넓게 사용되지는 않았다.

### 20세기 후반~현재
1979년, 영락농아인교회(現 영락농인교회)에서 최초의 한국 수어 학습지인 《우리들의 수화를》 만들었다. 1982년, 서울농학교를 중심으로 부산농학교(부산배화학교), 대구영화학교, 대구대학교 특수교육연구소 등이 협업하여 최초의 한국 수어 사전인 《표준수화사전》을 만들었다. 1979년 5월에 KBS에서는 수어 통역이 최초로 실시되었으며, 1991년 대한민국 교육부는 한글식 표준 수화를 발행했다. 1999년에는 장애인의 정보 접근권 관련 내용을 장애인복지법을 통해 구체화했다. 2000년에는 방송법이 개정되었으며, 이를 통해 ‘방송 소외 계층’이라는 용어가 등장했다.
2005년, 국립국어원과 문화체육관광부는《한국수화사전》을 출판하고 2007년에는 개정판을 발간했다. 2016년 2월 3일에는 한국 수어가 국어와 동등한 자격을 가진다는 법률인 한국수화언어법이 제정되었다. 2021년, 한국수어의 날(2월 3일)이 처음으로 기념되었다.

## 기호
한국 수화에서 기호의 구성 방식에는 총 7개가 있으며, 다음과 같다.
- 지사(指事): 의미하는 대상을 가리키는 동작을 나타내는 방식
- 모방(模倣): 대상의 동작을 흉내내는 방식
- 상형(象形): 대상의 형체나 그 형체의 변별자질을 나타낸 방식
- 형지(形指): 대상의 형체를 만들어 보이고 가리키는 동작 방식
- 형동(形動): 대상의 형체 혹은 일부를 만들어 대상이 하는 동작으로 표현하는 방식
- 회의(會意): 둘 이상의 형태소를 합쳐 다른 의미를 나타내는 방식
- 전주(轉注): 기존 기호의 의미가 전이되어 다른 뜻을 가진 단어로 나타내는 방식

### 수어소
수어소는 음성언어의 음소에 해당하는 개념으로 한국 수어에서는 총 5가지로 구성된다.
- 수형소(手形): 손의 형상
- 수위소(手位): 손의 작용 위치
- 수동소(手動): 손의 움직임
- 수향소(手向): 손의 방향
- 체동소(體動): 수형, 수위, 수동, 수향소 등 손만으로 의미 전달이 힘들 때 손 외에 다른 신체를 사용

한국 수어에는 수형소는 30개소가 있고, 수위는 23개소, 수동에는 36개소, 수향과 체동에는 각각 20개소가 있다.

## 문법
한국 수화는 한국어와 같이 S-O-V어순을 가지며 한국 수어는 어순의 제약이 강하지 않은 언어에 속한다. 하지만 음성 언어 체계인 한국어와는 다르게 운동 체계 언어라서 문법적 특징이 다르게 나타난다. 대표적으로 한국어는 유형론적으로 교착어의 성질을 띄지만 한국 수화는 고립어적 성질을 가진다. 한국어와 마찬가지로 명사, 대명사, 수사 등의 기호가 있으나 불완전명사의 수가 상대적으로 적으며, 인칭대명사를 나타내는 기호에는 지칭 대명사를 나타내는 기호 외에 비칭이나 존칭 대명사를 나타내는 기호가 보통 없다. 그리고 한국 수화에서는 기호가 본형 그대로 다른 품사로 전성된다는 특징이 있다.
한국 수화에서는 부사격조사 중에서 독자적인 기호를 가지고 있는 것은 "부터" 와 "와" 뿐이며 추가로 표현할 수 있는 "에서, 부터, 과, 와, 만, 보다" 를 제외한 격조사 중 주격조사, 서술격조사, 관형격조사, 목적격조사, 보격조사, 호격조사, 감탄조사와 같은 조사의 기호가 없다. 또한 용언에서도 그 원형을 나타내는 기호는 있지만 활용형을 나타낼 수 있는 기호가 없다.

### 통사론
한국 수어에서 주어, 목적어, 서술어는 문장을 구성하는 주성분이며, 문장의 주성분 중 하나인 주어의 경우 명사, 수사, 대명사가 올 수 있다. 목적어는 타동사로 표현되는 행위의 대상을 표현한다. 또 다른 문장의 주성분인 서술어의 경우 동사, 형용사, 명사가 올 수 있으며 행위, 상태, 성질 등을 나타낸다. 주어의 상태, 행위 등을 설명한다. 

#### 수식어
수식어는 문장에서 주어, 목적어, 서술어 또는 전체 문장을 꾸며주는 역할을 한다. 또한, 주어나 목적어를 수식할 때, 용언의 형태를 변화시키지 않는다. 수식어는 일반적으로 피수식어(수식을 받는 말) 뒤에 위치한다. 그러나 수식어가 피수식어 앞에 오는 어순도 가능하다.
| 수어 표현                          | 한국어 표현     |
| ---------------------------------- | --------------- |
| [가구] [새롭다] [사다]             | 새 가구를 사다. |
| [새롭다] [가구] [사다]             | 새 가구를 사다. |
| 여기서 대괄호([])는 단어를 말한다. |                 |

두 문장 "[가구] [새롭다] [사다]"와 "[새롭다] [가구] [사다]"는 상태를 나타내는 형용사가 수식어로 사용되었는데 [새롭다]는 해당 문장의 주어인 [가구] 뒤에 위치하는 것이 자연스럽지만 "[새롭다] [가구] [사다]"처럼 피수식어 앞에 수식어가 오는 것 또한 가능하다.

### 시제와 상
한국 수어에서는 시간을 나타내는 명사의 기호가 존재하여 이를 통한 시상 표현으로 시제를 간접적으로 나타낼 수 있다. 하지만 완료 시제, 진행 시제, 진행 완료 시제(상) 등은 해당하는 기호의 부재로 표현이 제한된다.

#### 시제
한국어에서 시제는 "먹었다", "먹는다", "먹겠다"처럼 시제를 나타내는 선어말 어미 "-었-"(과거시제), "-는-"(현재 시제), "-겠-"(미래 시제)으로 표현되지만 한국 수어에서 "[먹다]"는 시제 표현을 위해 한국어처럼 선어말 어미와 같은 문법형태소가 결합하지 않는다. 또한 "[내일]", "[어제]", "[과거]", "[미래]"와 같은 시간을 나타내는 부사일 경우 특정한 수위(手位)를 사용하게 된다. 이때 수어 화자의 머리 옆 관자놀이를 기준으로 해서 전방은 미래, 후방은 과거, 머리 부분인 중간 지점은 현재 시제를 나타낸다.
| 수어 표현                          | 한국어 표현            |
| ---------------------------------- | ---------------------- |
| [어제] [책] [읽다]                 | 어제 책을 읽었다.      |
| [지금] [책] [읽다]                 | 지금 책을 읽고 있다.   |
| [내일] [책] [읽다]                 | 내일 책을 읽을 것이다. |
| 여기서 대괄호([])는 단어를 말한다. |                        |

#### 상
상을 표현하는 방법 으로는 용언의 선어말 어미 또는 상과 관련된 관형사형 어미를 통해 내용어 뒤에 수어 어휘를 별도로 표현하는 방법이 있다. 예시로 "먹었다"와 같이 [먹다]의 완료상(完了相)을 수어로 할 때 "[먹다] [끝]" 혹은 "[먹다] [완료하다]"와 같이 실질형태소로 표현함으로써 과거에 있었던 사건이라고 명시할 수 있다.
| 수어 표현                          | 한국어 표현               |
| ---------------------------------- | ------------------------- |
| [먹다] [끝]                        | 먹었다(지금은 다 먹었다). |
| [공부] [완료하다]                  | 공부를 완료(끝)했다.      |
| 여기서 대괄호([])는 단어를 말한다. |                           |

완료상(完了相) 말고도 동작이 아직 완료되지 않은 상태를 말하는 미완료상(未完了相)일 경우 동작이 계속해서 진행되고 있음을 표현하는 진행상(進行相)과 사건이 관습적으로 발생하는 것을 나타내는 습관상(習慣相)으로 나누어진다. 먼저 진행상(進行相)의 경우 한국 수어에서 크게 두가지 방식으로 표현할 수 있는데 동사의 변형과 실질형태소의 사용이다.
| 수어 표현                                                                           | 한국어 표현             | 설명                           |
| ----------------------------------------------------------------------------------- | ----------------------- | ------------------------------ |
| [버스] [오다] [기다리다]{양쪽 볼 부풀리기}                                          | 버스가 오기를 기다리다. | 동사에 비수지표지(非手指) 사용 |
| [국] [두시간] [끓이다]+                                                             | 국을 2시간 동안 끓였다. | 동사의 반복                    |
| 여기서 대괄호([])는 단어, 중괄호({})는 비수지표지, +는 여러번 표현하는 것을 말한다. |                         |                                |

위 표의 경우는 진행상(進行相) 표현을 위해 동사를 변형한 경우에 해당한다. 아래 표에 나온 예시의 경우, [기다리다]는 진행의 의미를 위해 동사의 산출 시간이 길게 바뀌며 비수지표지가 동반된다. [끓이다]+의 경우 동사의 반복을 통해 진행을 나타낸다.
| 수어 표현                                                                           | 한국어 표현                                    | 설명              |
| ----------------------------------------------------------------------------------- | ---------------------------------------------- | ----------------- |
| [냉방] [중]                                                                         | 냉방이 켜져 있는 동안, 에어컨이 켜저 있는 동안 | 실질형태소의 사용 |
| [사람] [증가] [중]                                                                  | 인구가 증가하는 동안, 증가하는 중              | 실질형태소의 사용 |
| 여기서 대괄호([])는 단어, 중괄호({})는 비수지표지, +는 여러번 표현하는 것을 말한다. |                                                |                   |

진행상(進行相) 표현을 위해 실질형태소인 [중]을 사용해서 진행을 나타냈다. 
습관상(習慣相)의 경우 동사의 동작 반복과 형태소 사용으로 나타낸다.
| 수어 표현                                                                           | 한국어 표현                      | 설명              |
| ----------------------------------------------------------------------------------- | -------------------------------- | ----------------- |
| [친구] [아침] [마다] [비빔밥] [먹다]+                                               | 친구는 아침마다 비빔밥을 먹는다. | 실질형태소의 사용 |
| 여기서 대괄호([])는 단어, 중괄호({})는 비수지표지, +는 여러번 표현하는 것을 말한다. |                                  |                   |

## 수어 계통 및 타 수어와의 비교
한국 수어는 대만 수어와 일본 수어와 함께 일본 수화 어족에 속한 것으로 여겨지며 이들 사이의 기본적인 의사소통에는 문제가 없는 것으로 나타났다. 이전에도 독자적인 수어와 교육이 있었으나 이후 약 35년간 지속된 일제강점기로 인해 일본 수어의 영향을 받았을 것으로 추정된다. 한국 수어와 일본 수어를 비교하였을 때 수어 어휘집 목록에 공통으로 들어 있는 수어 어휘의 동일 기호의 수와 통용성은 55.50%로 나타났고 프랑스 수화 어족 중 미국 수화 어파에 속하는 미국 수화와 한국 · 일본 수어 간의 비교에서는 각각 23.98%, 31.53%으로 나타나 차이가 나타났다. 다만 프랑스 수어와 미국 수어간의 공통하는 기호의 수는 약 25%로 나타나기에 한국 수어와 일본 수어간의 차이는 단순히 수어간의 계통성이 아닌 문화적 요인에서 왔을 가능성이 제기된다.
또 다른 비교 연구에서는 한국 수어와 일본 수어 사이의 완전일치도가 33%로 산출되었으며 두 수어 사이의 다빈도 수어소는 대략적으로 일치했다. 하지만 각각의 수어를 하나의 일본 수어 어족으로 범주화하는 것은 적절하지 않다고 주장하기도 한다.

## 통역사
한국 수어 통역사는 한국 수어를 한국어로 혹은 한국어를 한국 수어로 변환하며 농인(聾人)과 청인(聽人)의 의사소통 상황에서 메시지를 전달하는 중계자 역할을 하는 사람을 말한다. 2019년부터는 한국생산성본부에서 한국수어교원 자격 2급을 취득할 수 있는 한국수어교육능력검정시험이 매년 시행하고 있다.

## 수어 방송
한국 수어 방송은 대한민국의 방송법, 장애인차별금지 및 권리구제 등에 관한 법률, 장애인복지법와 그에 따른 행정규칙인 장애인방송 편성 및 제공 등 장애인 방송접근권 보장에 관한 고시에 따라 시행 및 보장되고 있으며 2011년부터 최초 도입한 장애인방송 의무편성 비율 제도에 따라 대한민국 방송통신위원회가 인정하는 총 방송시간 중 5%의 한국수어방송 제작 및 편성을 요구했으며 2020년 대한민국 정부의 소외계층 미디어포용 종합계획에 따라 방송통신위원회는 2022년 한국수어방송 의무편성 비율을 2%p 증가시킨 7%로 개정했다.

### 참고 문헌
- 남기현, 원성옥, 허일 (2010년). 《한국수화의 동사 유형과 수 표현의 특성》. 특수교육저널: 이론과 실천. 45-66.
- 원성옥 (2013년). 《수화》. 커뮤니케이션북스.
- 원성옥, 허일, 김만영, 김유미, 남기현, 배재만, 변강석 (2013년). 《수화통역의 기초》. 교우사.
- 원성옥, 허일, 홍성은, 이현화, 이은영, 남진영 (2016년). 《한국수어 자료 통합 지원 시스템 구축 완료 보고서》. 국립국어원.
- 남기현 (2016년). 《한국수어에서 관용 표현 개념 정립을 위한 제언》. 한국어 의미학. 93-120 (60).

## 같이 보기
- 농인
- 한국수어사전
- 한국수화언어법
- 덕분에 챌린지 - 한국 수어의 표현을 활용한 대한민국의 사회운동